# Nugzari Mshvenieradze
Nugzari Mshvenieradze (in georgiano ნუგზარი მშვენიერაძე?, in russo Нугзар Петрович Мшвениерадзе?; traslitterazione anglosassone Nugzar Petrovich Mshvenieradze; Mosca, 25 giugno 1952) è un ex pallanuotista sovietico.
È figlio di P'et're e fratello di Giorgi, a loro volta già pallanuotisti di alto livello.

## Biografia
Nato a Mosca, dopo la dissoluzione dell'URSS acquisì la cittadinanza georgiana.
Sia il padre P'et're che il fratello minore Giorgi furono giocatori di pallanuoto di fama internazionale ed entrambi conquistarono medaglie con la nazionale sovietica ai Giochi olimpici: il padre ottenne il bronzo a Melbourne 1956 e l'argento a Roma 1960, mentre il fratello vinse l'oro a Mosca 1980 ed il bronzo a Seul 1988.

## Carriera

### Club
Esordì nel campionato nazionale nella stagione 1968-69 con la formazione della Moskovskij gosudarstvennyj universitet imeni M. V. Lomonosova (MGU), la squadra dell'università statale di Mosca con la quale rimase fino al termine della sua carriera avvenuto nel 1985, laureandosi per quattro volte campione sovietico: nel 1971-72, 1972-73, 1973-74 e 1978-79 e giungendo secondo in campionato in sette occasioni; a livello di club vinse inoltre la Coppa dei Campioni del 1973-74 e la Coppa delle Coppe nel 1976-77. Sempre con la MGU perse la finale della Supercoppa europea del 1977 contro l'altra squadra di Mosca del CSKA.

### Nazionale
Nel 1970 entrò a far parte della nazionale sovietica, con la quale conquistò la medaglia d'argento nella prima edizione dei campionati mondiali a Belgrado 1973 e nella rassegna europea di Vienna 1974, mentre ai Giochi olimpici di Montréal 1976 giunse ottavo e chiuse al quarto posto il mondiale di Berlino Ovest 1978; vinse inoltre le edizioni di Torino 1970 e di Mosca 1973 delle Universiadi.

## Palmarès

### Club
- Campionato sovietico: 4

Mosca GU: 1971-72, 1972-73, 1973-74 e 1978-79
- Coppa dei Campioni: 1

Mosca GU: 1973-74
- Coppa delle Coppe: 1

Mosca GU: 1976-77

### Nazionale
- Mondiali

1 argento: Belgrado 1973
- Europei

1 argento: Vienna 1974
- Universiadi

2 ori: Torino 1970 e Mosca 1973